# Mircea Porojan
Mircea Porojan (n. 17 decembrie 1959) este un fost deputat român în legislatura 1992-1996, ales în municipiul București pe listele partidului PDSR.